# 麹町
- 麹町
- 麴町

麹町（こうじまち）は、東京都千代田区の町名。住居表示未実施地域。現行行政地名は麹町一丁目から麹町六丁目。
現在の麹町は新宿通りに沿って半蔵門から四谷見附までの細長い街区を形成している。かつて存在した麹町区は、現在の千代田区のうち旧神田区以外を意味する。

## 地理
麹町地域の西側に位置し、新宿区（四谷）との区境に当たる。徳川家による江戸城建設以前は、大手町・日比谷方面から局沢（つぼねざわ）を経由して半蔵門から四谷見附へ通じる甲州街道の前身となる古道があり、武蔵府中へ通じる重要な交通路となっていた。麹町通り（現新宿通り）は、複雑に浸食された麹町台地の中央に延びる尾根筋を一直線になるように造成されたもので、道路の両側は人工的に谷頭を埋め立てた所が入り交じっており、麹町通りの沿道は、場所によって地盤が弱い所がある。しかし近世初頭の造成であるため、記録や絵図が残っておらず、総合的な地質調査も行われたことがないので、地形・地質の全貌はまだ明らかになっていない。

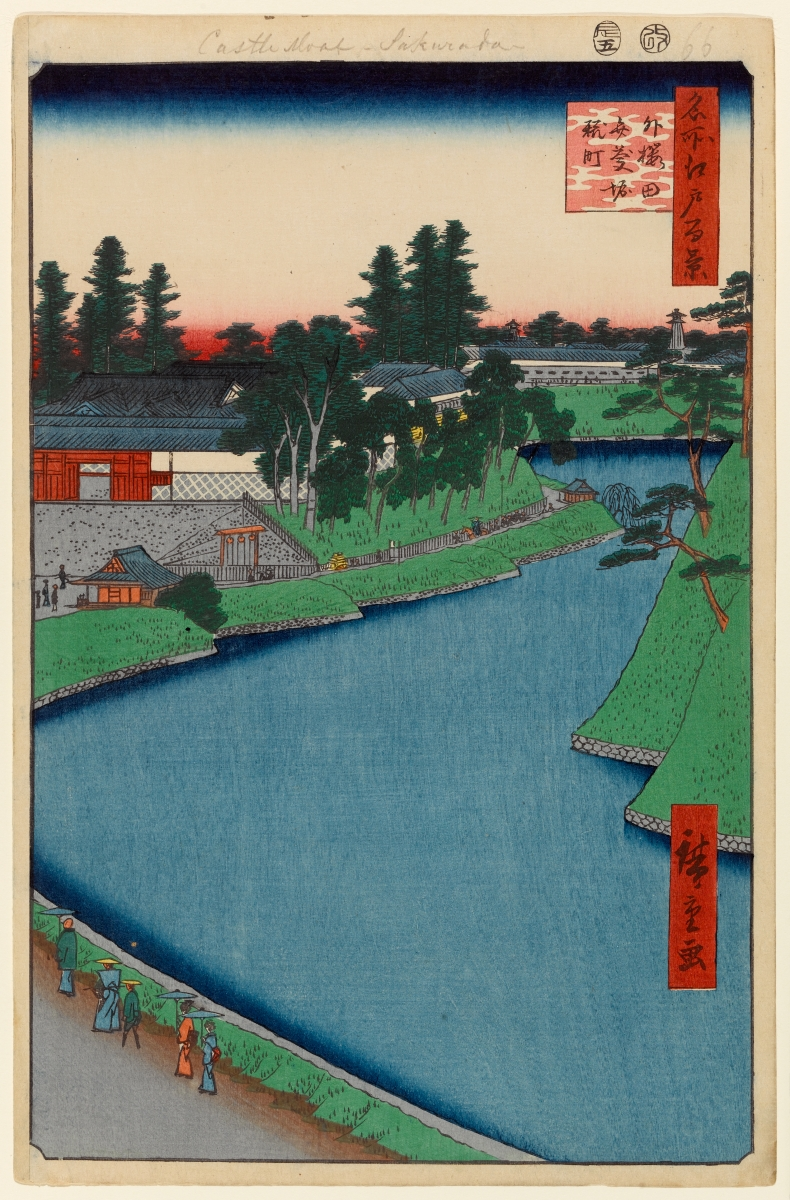
歌川広重

## 歴史
室町時代中期に熊野那智大社の御師が記録した「豊島名字書立」（米良文書）の江戸氏の一門の中に「江戸／こう方殿」という一族の名字が記載され、この「国府方」が麹町の古名であろうと推定されている。江戸から武蔵国府へ通じる中世の甲州街道の通過地点に立地していた。近年の発掘成果によれば、麹町から四ツ谷駅周辺にあった江戸時代の屋敷地跡から、味噌や麹を製造した手掘りの地下室である「室」（むろ）が数多く発見されており、文字通り麹の産地でもあったらしい。
徳川家康の江戸城入城後に城の西側の半蔵門から西へ延びる甲州道中（甲州街道）沿いに町人地が形成されるようになり、半蔵門から順に一丁目から十三丁目まであった。このうち十丁目までが四谷見附の東側（内側）にあり、十一から十三丁目までは四谷見附造営の時に外濠をはさんだ西側に移された。
1868年（明治元年）2月9日、麹町十一丁目で火災が発生。五町ほど焼失する。
麹町は、江戸の山の手を代表する人口密集地域であり、山王祭の時は、行列が四谷見附から半蔵門を通って将軍の上覧を経て竹橋に抜けるコースをとり、麹町からは唐人行列や、巨象の作り物が出されて評判となった。
麹町区
旧東京都麹町区（1878年 - 1947年）は千代田区のうち旧神田区以外の範囲で、日比谷等も含む。麹町区役所は麹町一丁目交差点北西角側（旧：隼町8番地）に置かれていた。
1890年代には麹町区西日比谷町には司法省の大審院・控訴院・東京地方裁判所および法曹会（司法省官僚・検察官・裁判官らの協会）の建物が建設された。1920年代には、麹町区中六番町14番地には大審院院長平沼騏一郎の国粋主義団体国本社があったことがある。
1943年まで存在した麹町十一丁目、麹町十二丁目、麹町十三丁目は四谷区にあった。
麹町通り
麹町通りは、皇居西面の半蔵門から西へ向かい新宿駅南口へ至る通り。甲州街道の東端であり、新宿通りとも呼ばれる。江戸時代には番町の旗本屋敷の消費生活を支える商業地として繁栄し、日本橋の越後屋・白木屋などと並び称された大型呉服店の岩城桝屋（いわきますや）が、現在の麹町四丁目北側に店を開いていた。また麹町五丁目の大和屋には、天保の改革の一環の失対事業として土蔵群が建設され、戦後の道路拡張工事で撤去されるまで威容を誇っていた。
明治維新に伴い、徳川家の旗本が全て失職して屋敷を失い、多くが徳川宗家と共に静岡に移住した後は、麹町通りの賑わいは急速に衰え、江戸時代から続く老舗も廃業や移転した。その後次第に番町に元勲や官僚をはじめ、政財界の有力者が邸宅を構えるようになり、麹町地区も1960年代までは商業地としての命脈を保った。
しかし、1968年に都電が廃止されると、麹町通りに沿って走る鉄道がなくなり、地下鉄の有楽町線麹町駅・半蔵門線半蔵門駅が開業するまで、都市的な発展は停滞した。1970年代に新宿通りが拡幅され、古くからの町並みが一新されるとともに、麹町一帯はオフィス街に変貌し、商業地区としての性格は薄くなっている。その反面、人口の減少が甚だしく、町会活動の維持が難しくなっている所もある。

### 町名の由来
町内に「小路（こうじ）」が多かったためという説、幕府の麹御用を務めた麹屋三四郎が住んでいたためという説もあるが、府中（ふちゅう）の国府（こくふ）を往来する国府街道の江戸における出入口であったため、つまりは国府路（こうじ）の町であったという説が有力である。

## 漢字表記
地名としての本来の表記は「麹」の印刷標準字体であるものの電子データ上では環境依存文字に当たり、電子データ上ではしばしば「麹」を使用しつつも、プレート・紙媒体等の印刷物・画像データ等には正式な表記を使用しているケースが多く見受けられる。地名だけではなく機関・企業・学校名などの名称にも本来の字体を採用していることも多い。
「麹」が当用漢字ではないために読みにくいという声もあり、東京8号線（後の東京メトロ有楽町線）の路線名を一般公募した際に最も得票が多かったのが「麹町線」だったのが却下されたということがあった。また、二番町時代の日本テレビの番組への郵便物の宛先は麹町郵便局の私書箱と指定されていることが多かったが、同様の理由により「こうじ町郵便局」とひらがな混じりで案内する番組もあった。

## 世帯数と人口
2025年（令和7年）3月1日現在（千代田区発表）の世帯数と人口は以下の通りである。
| 丁目       | 世帯数    | 人口    |
| ---------- | --------- | ------- |
| 麹町一丁目 | 365世帯   | 651人   |
| 麹町二丁目 | 354世帯   | 642人   |
| 麹町三丁目 | 338世帯   | 652人   |
| 麹町四丁目 | 275世帯   | 598人   |
| 麹町五丁目 | 65世帯    | 96人    |
| 麹町六丁目 | 134世帯   | 291人   |
| 計         | 1,531世帯 | 2,930人 |

### 人口の変遷
国勢調査による人口の推移。
| 年                 | 人口  |
| ------------------ | ----- |
| 1995年（平成7年）  | 2,035 |
| 2000年（平成12年） | 1,968 |
| 2005年（平成17年） | 2,134 |
| 2010年（平成22年） | 1,898 |
| 2015年（平成27年） | 2,439 |
| 2020年（令和2年）  | 2,634 |

### 世帯数の変遷
国勢調査による世帯数の推移。
| 年                 | 世帯数 |
| ------------------ | ------ |
| 1995年（平成7年）  | 704    |
| 2000年（平成12年） | 754    |
| 2005年（平成17年） | 1,069  |
| 2010年（平成22年） | 966    |
| 2015年（平成27年） | 1,253  |
| 2020年（令和2年）  | 1,355  |

## 学区
区立小・中学校に通う場合、学区は以下の通りとなる（2017年8月現在）。なお、千代田区の中学校では学校選択制度を導入しており、区内全域から選択することが可能。
| 町名       | 番地 | 小学校               | 中学校                                        |
| ---------- | ---- | -------------------- | --------------------------------------------- |
| 麹町一丁目 | 全域 | 千代田区立麹町小学校 | 千代田区立麹町中学校 千代田区立神田一橋中学校 |
| 麹町二丁目 | 全域 | 千代田区立麹町小学校 | 千代田区立麹町中学校 千代田区立神田一橋中学校 |
| 麹町三丁目 | 全域 | 千代田区立麹町小学校 | 千代田区立麹町中学校 千代田区立神田一橋中学校 |
| 麹町四丁目 | 全域 | 千代田区立麹町小学校 | 千代田区立麹町中学校 千代田区立神田一橋中学校 |
| 麹町五丁目 | 全域 | 千代田区立番町小学校 | 千代田区立麹町中学校 千代田区立神田一橋中学校 |
| 麹町六丁目 | 全域 | 千代田区立番町小学校 | 千代田区立麹町中学校 千代田区立神田一橋中学校 |

## 事業所
2021年（令和3年）現在の経済センサス調査による事業所数と従業員数は以下の通りである。
| 丁目       | 事業所数    | 従業員数 |
| ---------- | ----------- | -------- |
| 麹町一丁目 | 337事業所   | 8,031人  |
| 麹町二丁目 | 270事業所   | 5,368人  |
| 麹町三丁目 | 388事業所   | 5,501人  |
| 麹町四丁目 | 330事業所   | 5,764人  |
| 麹町五丁目 | 134事業所   | 8,718人  |
| 麹町六丁目 | 43事業所    | 3,057人  |
| 計         | 1,502事業所 | 36,439人 |

### 事業者数の変遷
経済センサスによる事業所数の推移。
| 年                 | 事業者数 |
| ------------------ | -------- |
| 2016年（平成28年） | 1,292    |
| 2021年（令和3年）  | 1,502    |

### 従業員数の変遷
経済センサスによる従業員数の推移。
| 年                 | 従業員数 |
| ------------------ | -------- |
| 2016年（平成28年） | 26,428   |
| 2021年（令和3年）  | 36,439   |

### 主な企業
- ディー・エル・イー
- エフエム東京・ジャパンエフエムネットワーク
- 東京メトロポリタンテレビジョン (TOKYO MX)
- オリエントコーポレーション
- ワコール麹町ビル
- クロエ日本法人本社
- 日本工営
- 日東紡績本社（登記上の本店は福島市）
- 極楽湯本社
- 昭文社
- ライフネット生命保険
- 松井証券
- 日本テレビ番町スタジオ
- ニップン
- 水中造形センター

## 地域
機関
- 警視庁麹町警察署
- 東京消防庁第一消防方面本部
- 東京消防庁麹町消防署
- 千代田区立麹町小学校
- 千代田区立麹町中学校
- 麹町学園女子中学校・高等学校
- 自治体国際化協会

大使館
- 駐日アイルランド大使館
- 駐日南アフリカ大使館

教会
- 聖イグナチオ教会

## 交通
鉄道
- 東京メトロ有楽町線 ○麹町駅
- 東京メトロ半蔵門線 ○半蔵門駅

道路
- 国道20号（内堀通り、新宿通り）
- 東京都道301号白山祝田田町線（内堀通り）

## 麹町地域（麹町区）

### 概要
麹町一 - 六丁目のほか、おおむね内堀通り・東京都道302号新宿両国線（靖国通り）・東京都道405号外濠環状線（外堀通り）で囲まれた範囲を指す。

### 歴史
1878年11月の郡区町村編制法によって東京の市街地に15区が編制された際に、麹町（四谷見附以西の十一から十三丁目（現在のJR・東京メトロ四ツ谷駅付近）までを含む）は番町地区や永田町・霞が関・日比谷地区、江戸城内濠内の宮城（きゅうじょう：皇居）・丸の内・大手町などとともに麹町区となった。1880年9月に麹町十一から十三丁目までは四谷区に編入。（この麹町十一から十三丁目までは1943年に町名変更し、以降現在の四谷一丁目および二丁目の各一部となった。）1889年5月1日の市制施行により麹町区は東京市の区となる。宮城や官庁街を擁する国政の中枢であり、また東京府庁や東京市役所も位置した麹町区は東京15区（1932年の市域拡張後は35区）の筆頭に位置付けられていた。
1947年に神田区と合併し、千代田区となった。
麹町および番町は住居表示が実施されていない。- 住居表示実施前後の町名町域の対照を参照。

### 地域
| - 飯田橋 - 一番町 - 内幸町 - 大手町 - 霞が関 | - 紀尾井町 - 北の丸公園 - 九段北 - 九段南 - 皇居外苑 | - 麹町 - 五番町 - 三番町 - 千代田 - 永田町 | - 二番町 - 隼町 - 一ツ橋（1丁目） - 日比谷公園 - 平河町 | - 富士見 - 丸の内 - 有楽町 - 四番町 - 六番町 |

## 著名出身人
- 愛知揆一 - 政治家、元衆議院議員、元内閣官房長官、元外務大臣
- 犬丸一郎 - 実業家、元帝国ホテル社長
- 越路吹雪 - 女優、歌手
- 岡本綺堂 - 小説家、「番町皿屋敷」作者
- 奥野信太郎 - 文学者、慶應義塾大学教授
- 河原格 - 法学者
- 清瀬一郎 - 政治家、元衆議院議長、元文部大臣
- 近衞秀麿 - 指揮者、華族、新交響楽団（現・NHK交響楽団）創設者
- 千家元麿 - 詩人
- 三木鶏郎 - 作曲家

## その他

### 日本郵便
- 郵便番号 : 102-0083[4]（集配局 : 麹町郵便局[21]）。